# Axsjön (Gåsinge-Dillnäs socken, Södermanland, 656093-157716)
Axsjön är en sjö i Gnesta kommun i Södermanland och ingår i Trosaåns huvudavrinningsområde. Sjön har en area på 0,376 kvadratkilometer och ligger 29,6 meter över havet.

## Delavrinningsområde
Axsjön ingår i det delavrinningsområde (655886-157640) som SMHI kallar för Inloppet i Nyckelsjön. Medelhöjden är 40 meter över havet och ytan är 11,19 kvadratkilometer. Räknas de 23 avrinningsområdena uppströms in blir den ackumulerade arean 116,64 kvadratkilometer. Avrinningsområdets utflöde Trosaån (Sättraån) mynnar i havet. Avrinningsområdet består mestadels av skog (65 procent) och jordbruk (21 procent). Avrinningsområdet har 0,37 kvadratkilometer vattenytor vilket ger det en sjöprocent på 3,3 procent.